# Station Morzyca
Station Morzyca is een spoorwegstation in de Poolse plaats Morzyca.